# Плач баньши
«Плач банши» (англ. Cry of the Banshee) — американский фильм 1970 года, снятый режиссёром Гордоном Хесслером. Сочетает элементы исторического фильма и фильма ужасов.

## Сюжет
Англия XVI века. Железной рукой правит в своей области лорд Эдвард Уитман. Особенно усерден он в преследовании ведьм — при малейшем подозрении человека могут подвергнуть пыткам или даже казнить. Такого же отношения лорд требует от своего окружения. Его сын Гарри, вернувшийся после обучения в Кембридже, вынужден сказать отцу, что его там учили, что «проще доказать вину, чем обосновать невиновность». Жестокость Эдварда вызывает неприятие даже со стороны его молодой жены Патрисии. Тем временем его дочь Морин развлекается с конюшим Родериком. Родерик — сирота, которого много лет назад подобрали в лесу. Про его родителей ничего не известно, однако молодой человек постоянно носит на шее странный талисман.
Другому сыну Эдварда, Шону, удаётся узнать о существовании в области, подвластной его отцу, ковена, возглавляемого ведьмой Уной. Лорд и его слуги нападают на последователей старой религии и устраивают кровавую бойню. Однако затем, чтобы показать ничтожество ведьм, Эдвард решает не убивать Уну и нескольких оставшихся её сподвижников. Уна же полна желания мести. Она вызывает своего слугу — банши, который должен уничтожить семью Уитманов. Этим слугой и оказывается Родерик.
Сперва банши уничтожает Шона, однако смерть сына лорда приписывают нападению бешеной собаки. Следующей жертвой становится леди Патрисия. Тогда Уитман устраивает новую облаву на ведьм, однако без успеха. Но его учёному сыну Гарри, сопровождаемому местным священником отцом Томасом, удаётся найти тайное убежище приверженцев Уны, которая как раз в этот момент направляет банши на Морин (и Родерик нападает на свою возлюбленную). Пытаясь помешать Уне, Гарри убивает её. Перед смертью Уна призывает своих сторонников не идти по пути мести, однако банши уже не остановить.
Теперь лорд и его слуги ищут Родерика. И тот снова появляется в замке Эдварда и нападает на хозяина. На глазах человек превращается в мерзкое чудовище. Только выстрел Морин спасает лорда. Уитман считает, что Родерик погиб.
После всего пережитого лорд Эдвард с оставшимися в живых детьми решает покинуть свой замок. Когда он едет мимо кладбища, он решает в последний раз посмотреть на останки Родерика. Однако гроб оказывается пуст. Старый кладбищенский сторож Микки напоминает лорду старый стишок: «Рождённый в огне может погибнуть только от огня». Потрясённый осознанием того, что Родерик жив, Эдвард бежит к карете, где сидят его дети, чтобы сообщить им эту ужасную новость. Но Морин и Гарри не реагируют на слова отца. Пытаясь коснуться их, лорд в ужасе понимает, что его дети мертвы, равно как мёртв слуга, правящий каретой. На козлах сидит Родерик, который увозит раздавленного страхом Эдварда в неизвестном направлении…

## Актёры
- Винсент Прайс — Лорд Эдвард Уитман
- Хилари Хит[англ.] — Морин Уитман, дочь Эдварда
- Карл Ригг — Гарри Уитман, сын Эдварда
- Стефан Чейз — Шон Уитман, сын Эдварда
- Эсси Перссон — леди Патрисия Уитман
- Патрик Мовер — Родерик
- Маршалл Джонс — отец Томас
- Элизабет Бергнер — Уна, глава ковена
- Сэлли Гисон — Сара
- Хью Гриффит — Микки, кладбищенский сторож
- Стивен Ри — Вилленджер
- Роберт Хаттон — гость на вечеринке